# Neue Kirche Fluntern

Der neue Kirchbau im Jahr 1920

Die Neue Kirche Fluntern ist eine evangelisch-reformierte Kirche in der Stadt Zürich. Sie steht im Quartier Fluntern an der Gellertstrasse auf einer Geländeterrasse des Zürichbergs und bildet mit ihrem markanten, von weitem sichtbaren Frontturm das Wahrzeichen des Quartiers Fluntern.

## Geschichte
Da die Alte Kirche Fluntern für das wachsende Quartier zu klein geworden war, begann um das Jahr 1906 nach jahrelangen Diskussionen die Planung für einen grossen Ersatzbau. Bereits 1907 wurde mit der Stadt Zürich ein Vertrag abgeschlossen, der den Tausch des kleinen Grundstücks des alten Kirchleins gegen ein grosses Grundstück für den Neubau vorsah. Es dauerte aber noch ein paar Jahre, bis alle Grundeigentumsfragen geklärt waren.
1913 fand ein Wettbewerb für den Bau einer neuen, repräsentativen reformierten Kirche statt. Von den 92 Entwürfen, die eingegangen waren, wurde derjenige von Curjel & Moser ausgewählt und 1915 weiter ausgearbeitet. Im Sommer 1918 wurde mit dem Bau der Kirche und des Pfarrhauses begonnen. Am 21. März 1920 wurde die Neue Kirche Fluntern eingeweiht. Die sechs Glocken der Giesserei H. Rüetschi, Aarau, wurden im Mai des gleichen Jahres in den Turm aufgezogen – bis dann läutete das Glöcklein der Alten Kirche. Die Glocken erklingen in der Tonfolge As° c' es' f' as' b' und greifen das Motiv Wachet auf, ruft uns die Stimme mit verdoppeltem Grundton auf.
1954 erfolgten die Sanierung der Kirche sowie ein Innenumbau. In den Jahren 1998, 2001 und 2005 wurde die Kirche in drei Etappen saniert.

## Baubeschreibung

Die Kirche mit darunterliegender Treppenanlage im Jahr der Einweihung (1920)

Die Neue Kirche Fluntern befindet sich auf einer Anhöhe und bildet den Mittelpunkt eines vornehmen Wohnquartiers. Eine Treppenanlage führt von der Gloriastrasse zum Haupteingang der Kirche hoch. Der Topografie folgend ist die Neue Kirche Fluntern nicht geostet, sondern nach Nordosten ausgerichtet. Ihr monumentaler, dreiseitig vorspringende Frontturm besitzt einen Portikus, der auf ionischen Säulen ruht. Im Turm befindet sich eine Vorhalle mit Malereien von Paul Bodmer. Der Innenraum der Kirche, der ursprünglich 1237 Plätze bot, ist als dreischiffige Anlage gestaltet. Korinthische Säulen trennen das breite Mittelschiff von den beiden Seitenschiffen ab. Hohe Rundbogenfenster gliedern den Raum. Emporen gruppieren sich um die Kanzelwand und den davor liegenden Abendmahlstisch. Eine flache, stark plastisch gestaltete Kassettendecke mit Rosetten und originale Beleuchtungskörper aus einfachen Milchglaskugeln geben dem Raum sein Gepräge. Der neuklassizistische Kirchenbau ist weitgehend im Originalzustand erhalten.

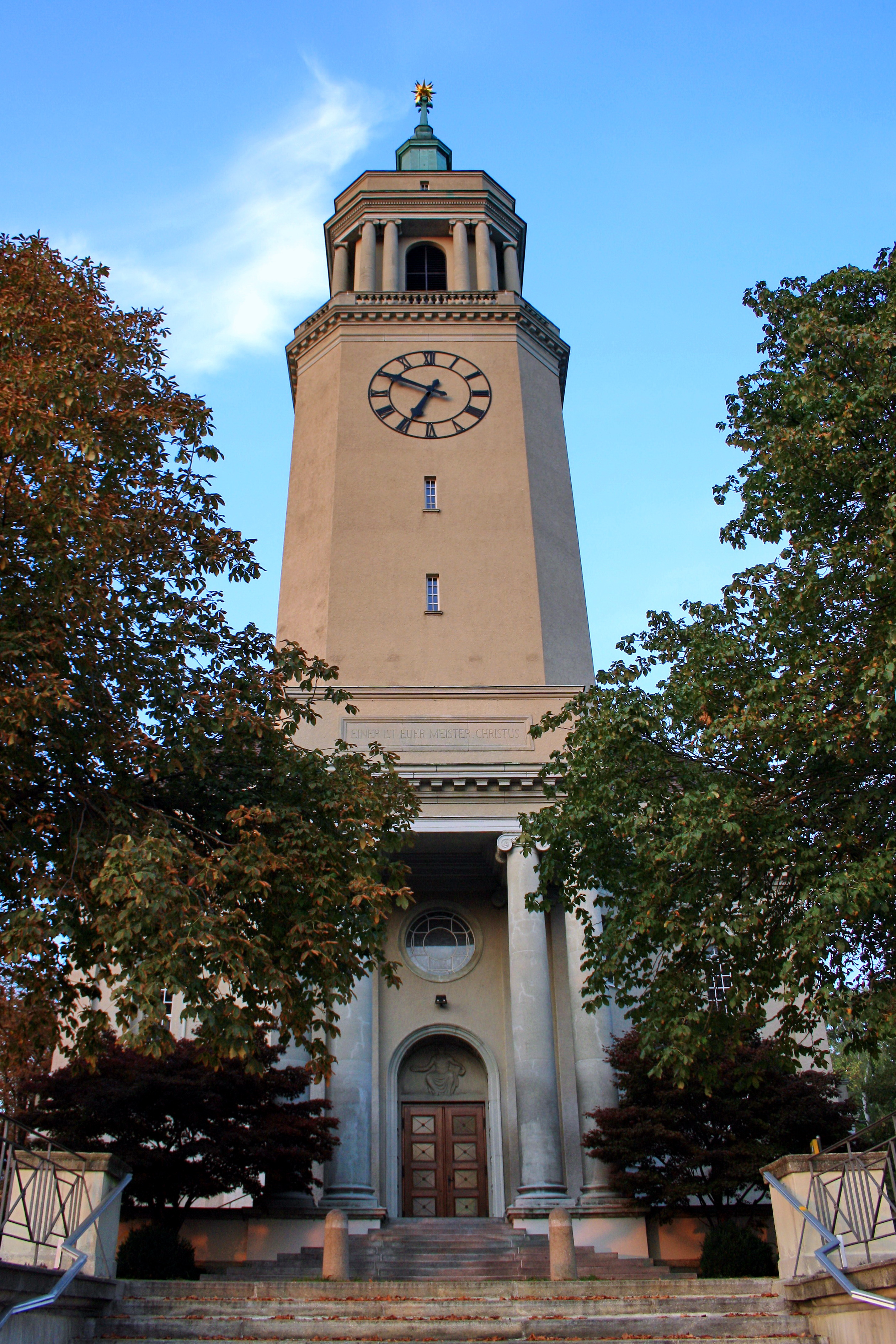
Südwestfassade mit Glockenturm

Der Neubau erhielt 1920 von August Suter das Relief Verkündiger im Tympanon über dem Haupteingang. Weitere Reliefs sind von Wilhelm Meier die Taufe im Jordan und die Geburt Christi oberhalb der Durchgänge zum Unterweisungszimmer an der Orgelempore. Die Kanzel besitzt einen zweiarmigen Aufgang. Ihre Front zeigt drei Relieffiguren mit den Titeln Sämann und Frauen bei der Trauben- und Kornernte von August Suter. Ebenfalls von Suter wurde der Abendmahlstisch gestaltet. Er besteht aus poliertem schwarzem Marmor. Die Glasfenster der Kirche wurden von August Suter entworfen und von Otto Berbig ausgeführt. 1934 kam zur künstlerischen Innenausstattung das Gemälde Gemeinschaft durch Paul Bodmer an der westlichen Empore hinzu.

## Orgel
1920 erhielt die Neue Kirche Fluntern ihr erstes Instrument. Es handelte sich um eine pneumatische Taschenladenorgel, welche von Carl Theodor Kuhn, Männedorf, erbaut worden war. Die Orgel besass 52 klingende Register samt 4 Auszügen und 8 Transmissionen auf drei Manualen und Pedal. Ein 4. Manual und eine Windlade mit vier zusätzlichen Registern war zwar geplant, wurde aber nicht realisiert. 1942 wurde das Instrument durch Orgelbau Kuhn AG, Männedorf, umgebaut. Hierbei wurden 13 neue Register eingefügt. 1968 erfolgte ein Umbau durch Orgelbau Maag, Zürich. Es wurden die für Maag  typischen Solenoidventile und die Maag-Windlade eingebaut. Bei diesem Umbau wurde auch die Pneumatik entfernt und durch elektrische Trakturen ersetzt. Die Orgel hatte nun 62 Register, wovon 56 klingend sind. Wie bei Maag oft anzutreffen, sind die nicht klingenden Register nicht bezeichnet. 1999 erfolgte eine Revision durch Orgelbauer Norbert Stengele, Horgen.
Disposition Orgel:
| I Hauptwerk C–d3 |      |
| Principal        | 16′  |
| Quintatön        | 16′  |
| Principal        | 8′   |
| Bourdon          | 8′   |
| Flauto major     | 8′   |
| Gemshorn         | 8′   |
| Octave           | 4′   |
| Rohrflöte        | 4′   |
| Quint            | 2/3′ |
| Mixtur V         | 2′   |
| Octave           | 2′   |
| Flageolet        | 2′   |
| Cymbel           | 1/5′ |
| Basson           | 16′  |
| Cornett V        | 8′   |
| Trompete         | 8′   |
| Clairon          | 4′   |

| II Schwellwerk C–d3 |              |
| Bourdon             | 16′          |
| Hornprinzipal       | 8′           |
| Gedackt             | 8′           |
| Salicional          | 8′           |
| Quintatön           | 8′           |
| Praestant           | 4′           |
| Blockflöte          | 4′           |
| Sesquialtera        | 2/3′ + 13/5′ |
| Principal           | 2′           |
| Waldflöte           | 2′           |
| Larigot             | 1/3′         |
| Mixtur IV           | 1/3′         |
| Scharf III          | 1′           |
| Krummhorn           | 8′           |
| Tremulant           |              |

| III Manual C–d3   |      |
| Lieblich Gedackt  | 16′  |
| Geigenprincipal   | 8′   |
| Flûte d'orchestre | 8′   |
| Bourdon d'écho    | 8′   |
| Aeoline           | 8′   |
| Voix céleste      | 8′   |
| Octave            | 4′   |
| Gedacktflöte      | 4′   |
| Nasard            | 2/3′ |
| Nachthorn         | 2′   |
| Mixtur            | 1/3′ |
| Sifflöte          | 1′   |
| Trompete          | 8′   |
| Oboe              | 8′   |
| Clairon           | 4′   |
| Tremulant         |      |

| Pedal C–g1            |     |
| Untersatz (akustisch) | 32′ |
| Principalbass         | 16′ |
| Subbass               | 16′ |
| Echobass              | 16′ |
| Violon                | 16′ |
| Gedackt               | 8′  |
| Gemshorn              | 8′  |
| Octavbass             | 8′  |
| Octave                | 4′  |
| Rohrgedackt           | 4′  |
| Rohrflöte             | 2′  |
| Posaune               | 16′ |
| Basson                | 16′ |
| Trompete              | 8′  |
| Fagott                | 8′  |
| Clairon               | 4′  |

- Normalkoppeln I/II, III/I, III/II, I/P, II/P, III/P
- diverse Spielhilfen und Setzeranlage

## Trivia
Im Roman Das Ministerium für die Zukunft von Kim Stanley Robinson hat die gleichnamige, fiktionale UN-Behörde ihren Sitz neben der Neuen Kirche Fluntern.